# Apple TV (appareil)
Pour les articles homonymes, voir Apple TV.
L'Apple TV est un appareil conçu par la société américaine Apple qui permet la communication entre un smartphone, ou un ordinateur, et un téléviseur. Il est disponible depuis fin mars 2007 dans sa première version.
L'appareil ressemble alors par sa forme à un Mac mini, bien qu'il ne fasse que la moitié de sa hauteur. Il communique par réseau sans fil ou Ethernet, avec un appareil iOS ou avec un ordinateur (sous Mac OS X ou sous Windows) par le biais du protocole Airplay inclus dans iTunes, permettant ainsi de diffuser le contenu vidéo et audio sur le téléviseur, via éventuellement un amplificateur audio-vidéo.
L'appareil fonctionne avec la télécommande Apple déjà commercialisée avec d'autres produits de la marque.

## Présentation
Apple TV a d'abord été présenté sous le nom de « iTV » par Steve Jobs lors de l'événement spécial « It's Showtime! », tenu par Apple le 12 septembre 2006. L'appareil a été présenté avec l'introduction « One last thing… » (« une dernière chose »), une variante du désormais traditionnel « One more thing… » (« une chose de plus »), utilisé fréquemment dans le passé.

« Vous pouvez choisir un film, le télécharger sur un ordinateur, le mettre dans votre iPod. Mais qu'en est-il de ce grand écran plat que vous venez d'acheter ? [...] Il vous faut une box pour utiliser ce grand-écran. Comment la box va-t-elle communiquer avec l'ordinateur ? Est-ce que j'ai envie d'installer des câbles partout chez moi ? La box va donc communiquer en utilisant un réseau sans fil, pour acheminer le contenu de l'ordinateur à la box, et de la box vers le téléviseur. »

— Steve Jobs
Apple TV a été annoncé en janvier 2007 à la Macworld Conference, en même temps que le premier iPhone, et mis en vente en mars 2007. Fin janvier 2007, Apple avait déjà enregistré 100 000 précommandes pour l'Apple TV.

## Mise à jour matérielle

### Apple TV 2nde génération
En septembre 2010, Apple dévoile la version 2 de son Apple TV en même temps que la mise à jour des trois modèles iPod (shuffle, nano, et touch). Beaucoup plus petite et réduite à un pavé de couleur noire, elle est dorénavant conçue autour du même processeur que l'iPhone 4, l'A4 alors, ou le premier iPad. Dorénavant dépourvue de disque dur, elle ne stocke plus aucun fichier et se contente de diffuser en direct la musique, les photos et les vidéo qui lui sont envoyées par les ordinateurs sur le réseau Wi-Fi, ou les films achetés ou loués sur l'iTunes Store.

### Apple TV 3ieme génération
Début mars 2012, la troisième version de l'Apple TV est révélée par Apple en même temps que la troisième génération d'iPad. Cette nouvelle version reprend exactement le physique de la précédente mais inclut les vidéos en 1080p et embarque un processeur A5, le même que l'iPhone 4S et l'iPad 2. L'interface du menu a également été revue pour ressembler davantage à l'interface de l'iPhone.
Côté logiciel, l'Apple TV fonctionne avec une version modifiée d'iOS, le même système d'exploitation que l'iPhone.

### Apple TV HD (4ieme génération)
En septembre 2015, Apple annonce la quatrième génération de son boitier multimédia, qui est une profonde évolution par rapport à l'Apple TV 3. Accompagnée d'une nouvelle télécommande avec pavé tactile, la Siri Remote, l'Apple TV 4 bénéficie du processeur A8, d'une connectique et de capacités de stockage revues. Elle est surtout la première Apple TV à tourner sous tvOS qui, outre une interface complètement repensée, permet de télécharger apps, jeux et musique.

### Apple TV 4K 1ere génération (2017)
En septembre 2017, la cinquième version, l'Apple TV 4K est dévoilée. C'est une évolution de la précédente, ajoutant principalement un processeur plus récent A10X et le support de la 4K.

### Apple TV 4K 2nde génération (2021)
Le 20 avril 2021, Apple annonce une Apple TV 4K mise à jour avec un processeur A12,.

### Apple TV 4K 3ieme génération (2022)
Le 18 octobre 2022, Apple annonce deux Apple TV 4K disponibles avec un processeur A15. Le premier modèle se connecte en Wi-Fi uniquement et dispose de 64 Go de stockage. Le second modèle dispose d'un port Ethernet en plus et de 128 Go de stockage. La télécommande est semblable au modèle précédent à la différence près qu'elle se recharge désormais via un connecteur USB-C.
Ce modèle est compatible avec le HDMI 2.1 QMS qui permet à l'appareil de changer la fréquence de rafraîchissement sans afficher un écran noir.

## Apple Remote et Siri Remote

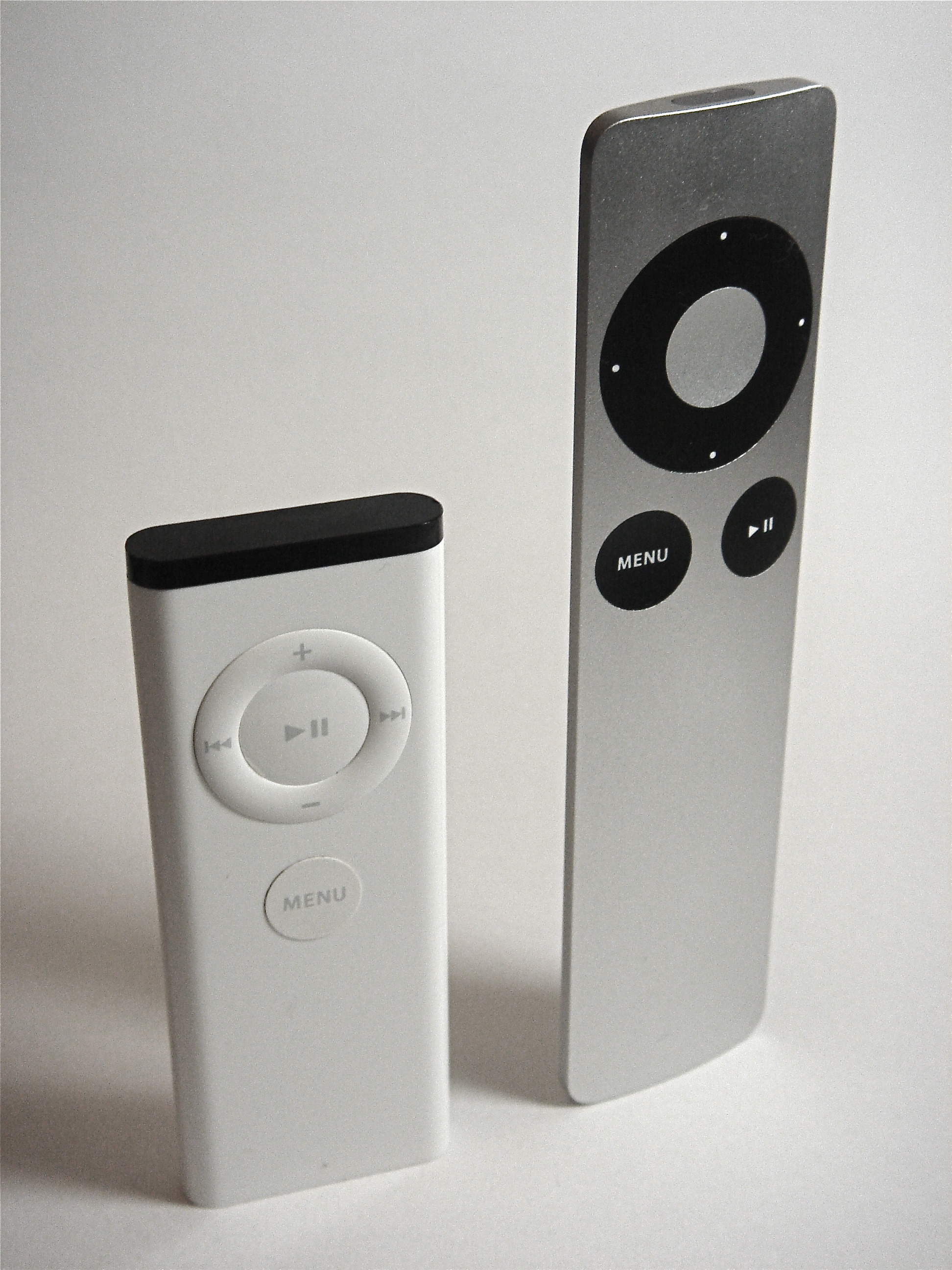
La d'Apple Remote à gauche, la 2e à droite.

L'Apple TV de 3e génération ou inférieure se contrôle avec l'Apple Remote, une télécommande minimaliste fonctionnant à infrarouge conçue par Apple. La description issue de la fiche produit de l'Apple Remote est : « La télécommande Apple Remote vous permet de contrôler entièrement votre musique, vos photos, vos vidéo et vos DVD, où que vous soyez dans la pièce. Montez le son. Activez la lecture aléatoire. Passez au chapitre suivant de votre DVD. Visionnez un diaporama, un film que vous avez réalisé dans iMovie ou encore une bande-annonce. »
Lors de la présentation de l'Apple TV HD (de 4e génération), Apple a présenté le successeur de l'Apple Remote, la Siri Remote. Cette télécommande est équipée d'un trackpad tactile et de boutons physiques permettant à l'utilisateur d'utiliser les nouvelles fonctions de l'Apple TV (jeux, vidéo, applications de l'App Store, Apple Music, etc) et de pouvoir activer l'assistant vocal personnel d'Apple Siri, sur une Apple TV équipée de tvOS. Celle-ci utilise la technologie Bluetooth. La description issue de la fiche produit de la Siri Remote est : « Conçue spécifiquement pour la nouvelle Apple TV, la télécommande Siri Remote vous permet de tout contrôler à distance. Avec Siri, vous pouvez utiliser les commandes vocales pour trouver vos programmes préférés. Vous pouvez aussi balayer la surface Touch du bout du doigt pour contrôler votre nouvelle Apple TV. Balayez vers la gauche ou la droite. Vers le haut ou le bas. Vous disposez d’options totalement inédites pour naviguer rapidement et facilement sur l’Apple TV. »
Le 20 avril 2021, Apple présente une nouvelle télécommande avec l'Apple TV 4K 2e génération de 2021. Elle est compatible également avec l'Apple TV 4K 1re génération de 2017 et avec l'Apple TV HD. La navigation dans les menus passe par les boutons classiques. Le clickpad à commande tactile situé en haut de la télécommande permet de valider une action. L'anneau extérieur permet de trouver une scène dans un film via un geste circulaire.

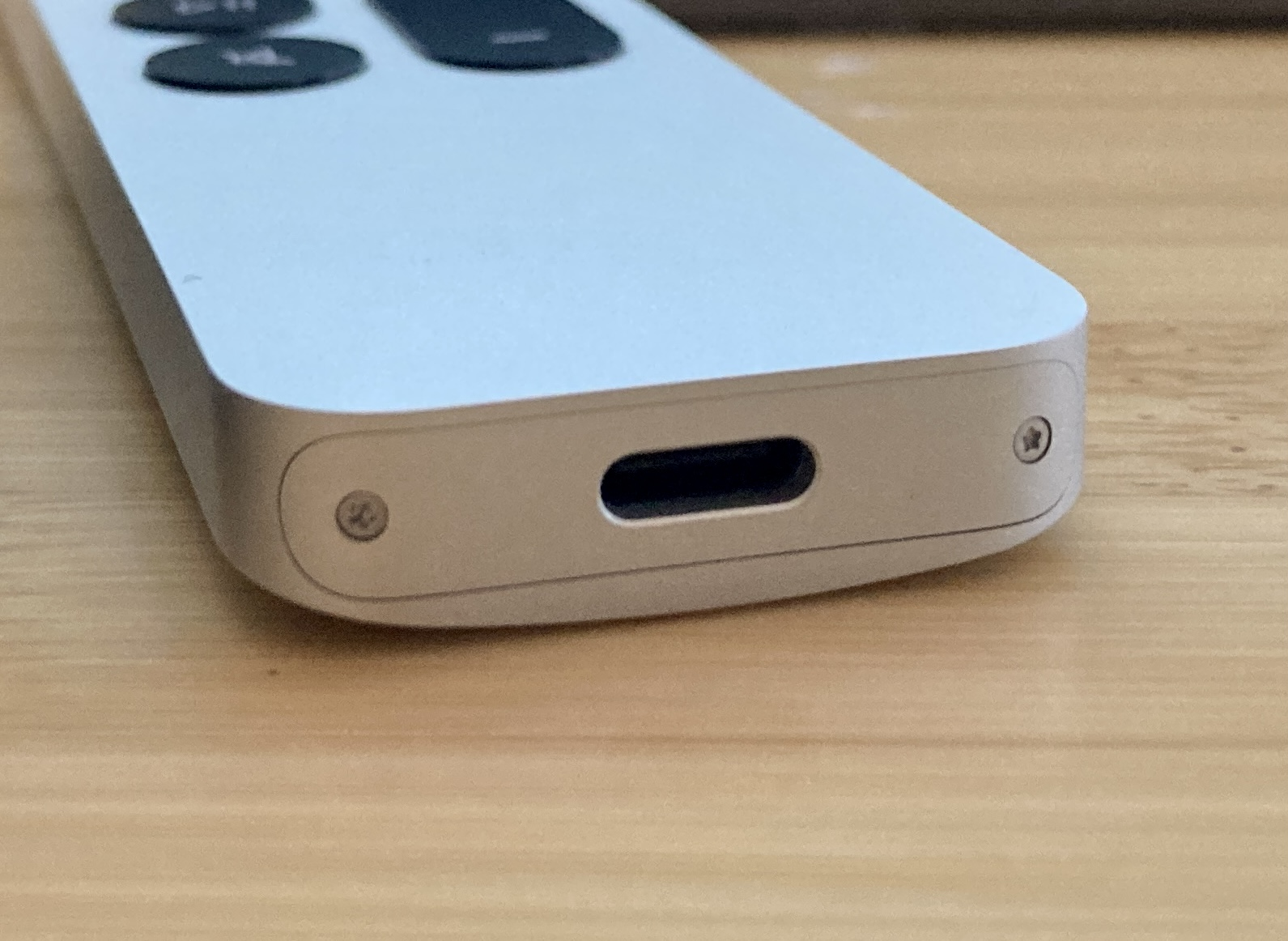
Siri Remote avec port USB-C.

Une nouvelle Siri Remote est lancée le 18 octobre 2022 avec l'Apple TV 4K de 3e génération. Elle dispose d'un port USB‑C pour la recharge qui remplace le port lightning. Il s'agit de la seule différence avec le modèle précédent.

## tvOS
Le système d'exploitation d'Apple destiné au TV est disponible depuis le 27 octobre 2015, date de disponibilité de la Apple TV HD de 4e génération. tvOS offre une ergonomie rafraîchie permettant les interactions gestuelles et vocales grâce à la nouvelle télécommande Siri Remote ainsi que le support d'applications tierces grâce au kit de développement fourni par Apple.

## Photos

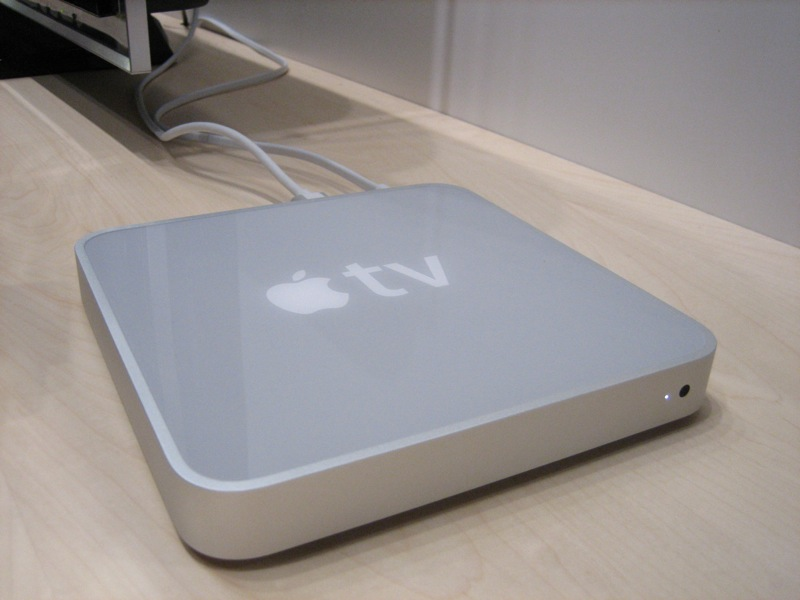
Apple TV de 1re génération (2007).
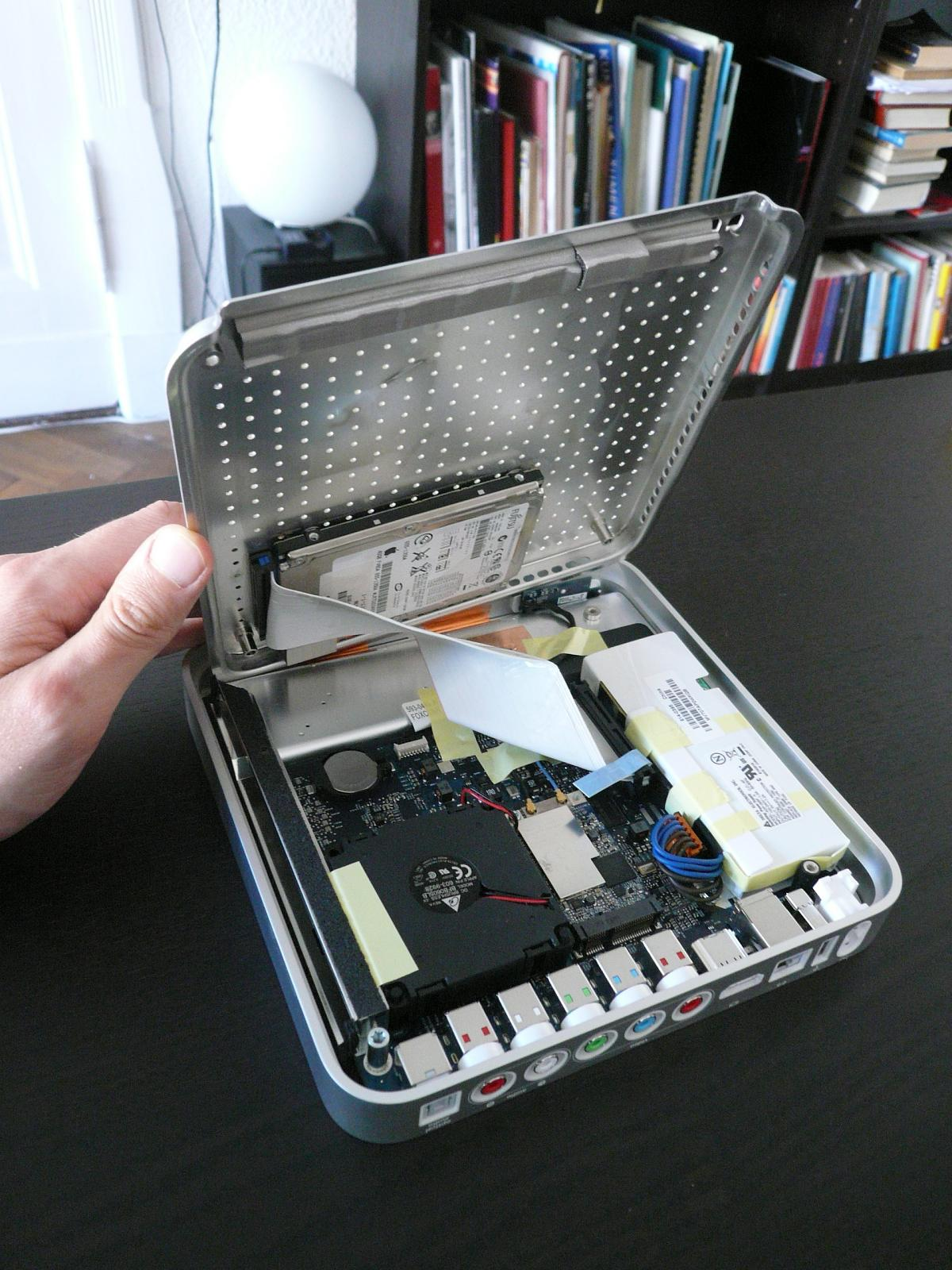
L'intérieur d'un Apple TV de 1re génération.
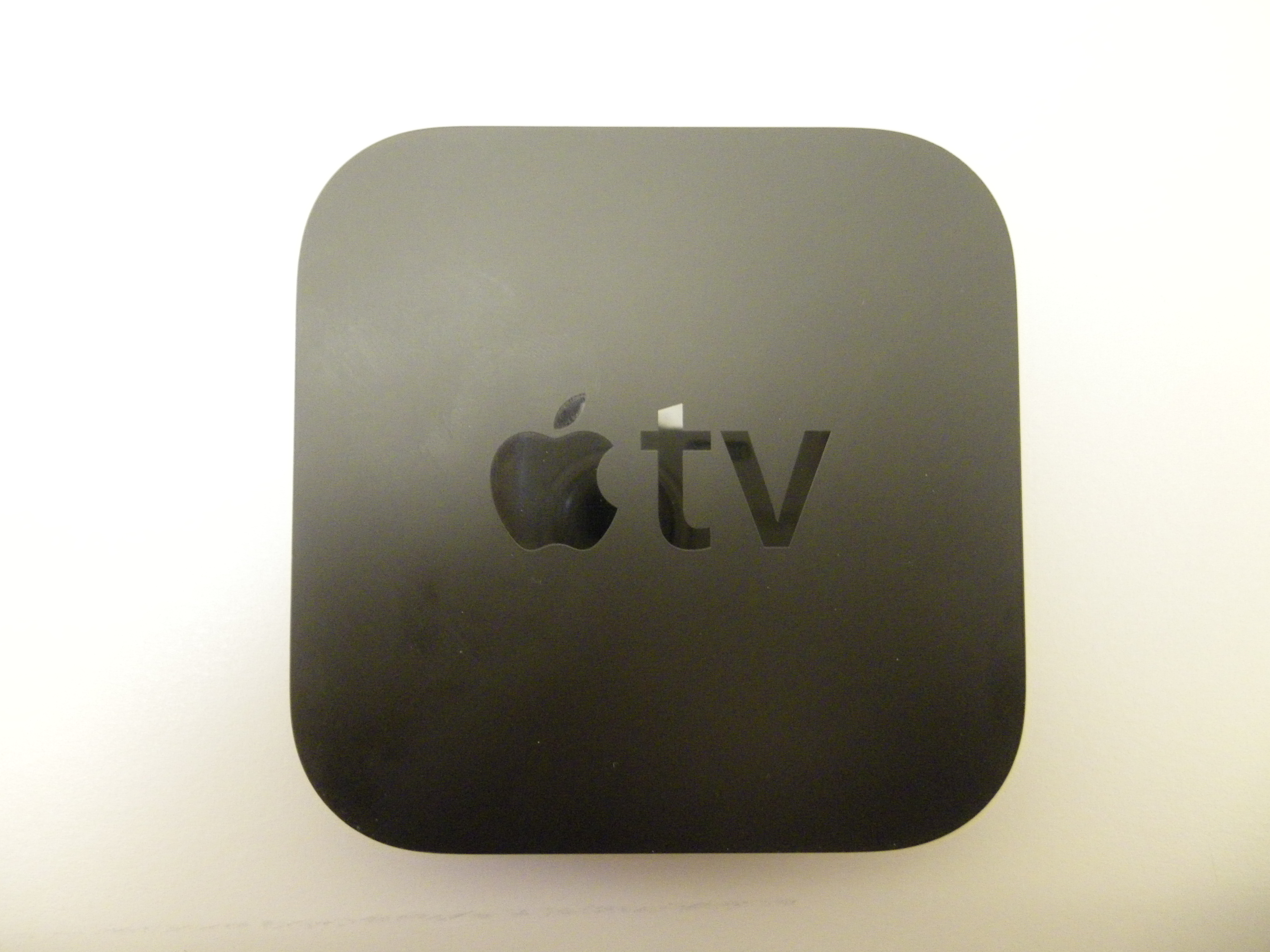
Apple TV 2e génération (2010).
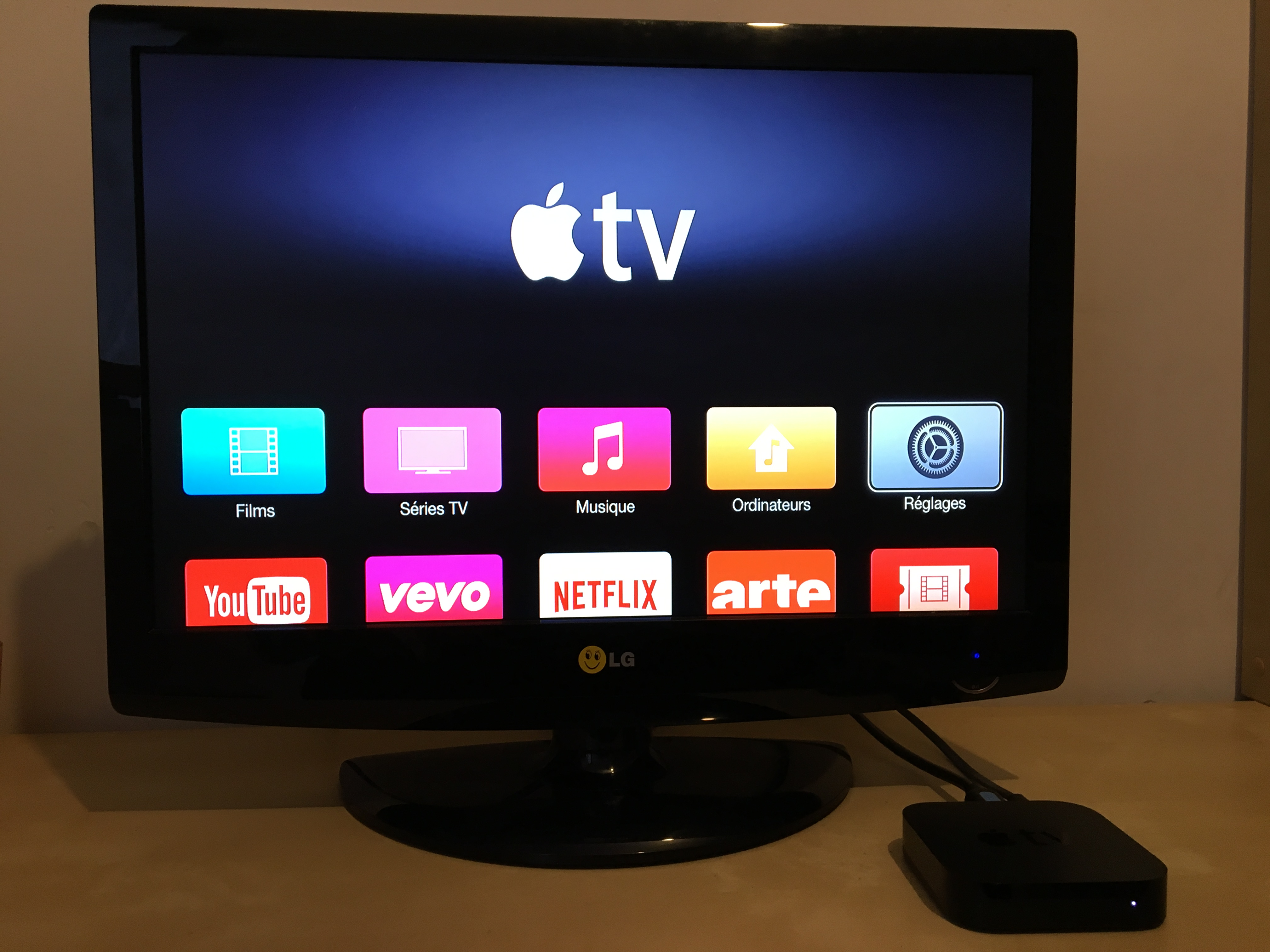
Écran d'accueil de l'Apple TV de 3e génération (2013).
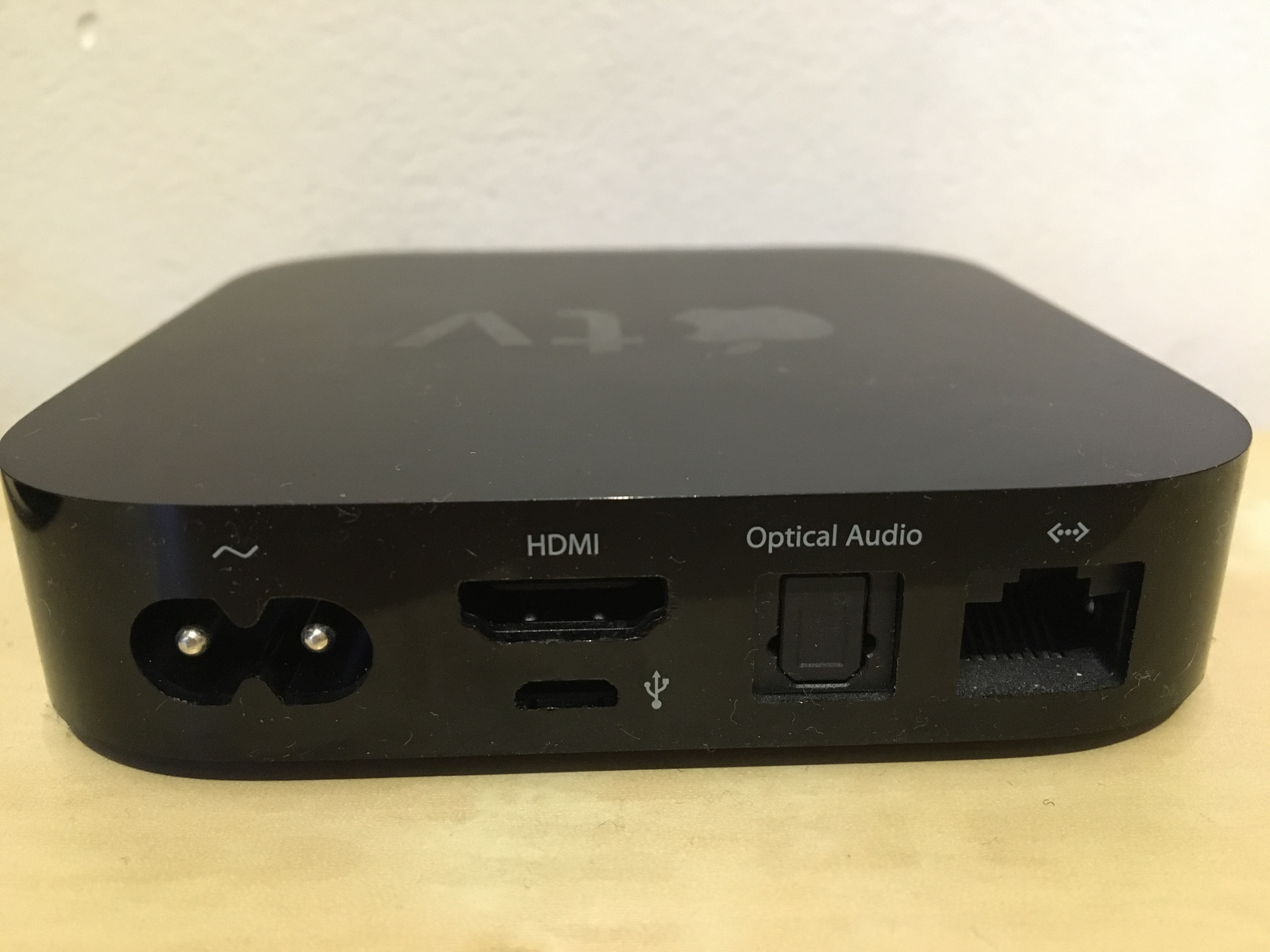
Arrière de l'Apple TV de 3e génération (2013).
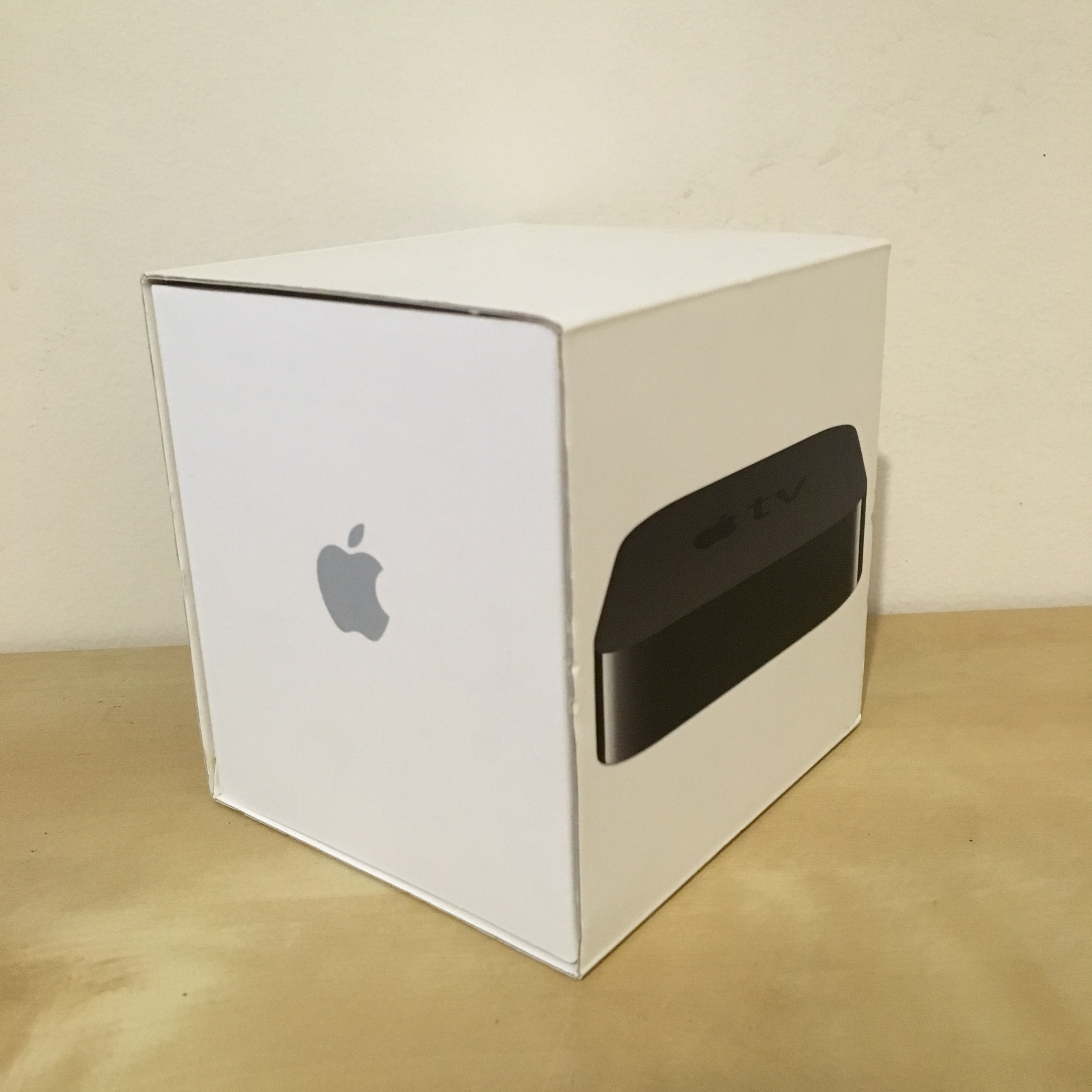
Emballage de l'Apple TV de 3e génération (2013).

## Spécifications techniques
|  | Obsolètes |  | Ancien |  | Arrêté |  | Actuel |

| Modèles                                                       | 1re génération | 2e génération                                                             | 3e génération | HD (4e génération)                                                                 | 4K 1re génération (2017)                                                                 | 4K 2e génération (2021)                                                                 | 4K 3e génération (2022) |
| ------------------------------------------------------------- | --- | ------------------------------------------------------------------------- | --- | ---------------------------------------------------------------------------------- | ---------------------------------------------------------------------------------------- | --------------------------------------------------------------------------------------- | --- |
| Date de sortie                                                | 8 janvier 2007 | 1er septembre 2010                                                        | 7 mars 2012 - 28 janvier 2013 (Rev. A)                                                                                                | 26 octobre 2015                                                                    | 22 septembre 2017                                                                        | 21 mai 2021                                                                             | 2 novembre 2022 |
| Arrêt                                                         | 1er septembre 2010 | 7 mars 2012                                                               | 10 mars 2013 - 5 octobre 2016 (Rev. A)                                                                                                | 64 Go : 12 septembre 2017 32 Go : 2 septembre 2017                                 | 20 avril 2021                                                                            | 18 octobre 2022                                                                         | En production |
| Numéro de modèle - Identifiant du modèle - Numéro de commande | A1218 - AppleTV1,1 - MA711 | A1378 - AppleTV2,1 - MC572                                                | A1427 - AppleTV3,1 - MD199 A1469 - AppleTV3,2 - MD199 (Rev. A)                                                                        | A1625 - AppleTV5,3 - MGY52 pour les modèles 32 Go MLNC2 pour les modèles 64 Go     | A1842 - AppleTV6,2 - MQD22 pour les modèles 32 Go MP7P2 pour les modèles 64 Go           | A2169 - AppleTV11,1 - MXGY2 pour les modèles 32 Go MXH02 pour les modèles 64 Go         | A2737 - AppleTV14,1 - MN873 pour les modèles Wi-Fi 64 Go A2843 - AppleTV14,1 - MN893 pour les modèles Wi-Fi + Ethernet 128 Go |
| Processeur                                                    | Intel "Crofton" Pentium M cadencé à 1 GHz | Apple A4 (ARM Cortex-A8) cadencé à 1 GHz                                  | Apple A5 (monocœur ARM Cortex-A9) cadencé à 1 GHz Apple A5 (Simple core ARM Cortex-A9) (Redessiné pour A5 Dual Core) cadencé à 1 GHz. | Apple A8 cadencé à 1,5 GHz équipé deux cœurs                                       | Apple A10X cadencé à 2,38 GHz équipé six cœurs                                           | Apple A12 cadencé à 2,49 GHz équipé six cœurs                                           | Apple A15 cadencé à 3,23 GHz équipé de six cœurs                                                                              |
| Processeur graphique                                          | Nvidia GeForce Go 7300 avec 64 Mo de VRAM | Apple A4 (PowerVR SGX535)                                                 | Apple A5 (PowerVR SGX543MP2) Apple A5 (PowerVR SGX543MP1) (Rev. A)                                                                    | Apple A8 (PowerVR Series 6XT GX6450)                                               | Apple A10X Fusion                                                                        | Apple A12 Bionic                                                                        | Apple A15 Bionic (5 cœurs) |
| Mémoire vive                                                  | 256 Mo de 400 MHz DDR2 SDRAM | 256 Mo LPDDR2                                                             | 512 Mo LPDDR2 | 2 Go LPDDR3                                                                        | 3 Go LPDDR4                                                                              | 3 Go LPDDR4                                                                             | 4 Go LPDDR4 |
| Stockage                                                      | Disque dur de 40 ou 160 Go | 8 Go de mémoire flash pour le cache,                                      | 8 Go de mémoire flash pour le cache,                                                                                                  | 32 ou 64 Go en mémoire flash                                                       | 32 ou 64 Go en mémoire flash                                                             | 32 ou 64 Go en mémoire flash                                                            | 64 ou 128 Go en mémoire flash                                                                                                 |
| Ports et interfaces                                           | HDMI (norme non spécifiée) | HDMI (norme non spécifiée)                                                | HDMI (norme non spécifiée) | HDMI 1.4                                                                           | HDMI 2.0a                                                                                | HDMI 2.1 avec eARC                                                                      | HDMI 2.1 avec eARC |
| Ports et interfaces                                           | Vidéo composante | Aucun                                                                     | Aucun | Aucun                                                                              | Aucun                                                                                    | Aucun                                                                                   | Aucun |
| Ports et interfaces                                           | Audio optique | Audio optique                                                             | Audio optique | Aucun                                                                              | Aucun                                                                                    | Aucun                                                                                   | Aucun |
| Ports et interfaces                                           | USB 2.0 (officiellement à usage diagnostique, mais certains hackers ont réussi à connecter des disques durs, souris et claviers)                                                                         | Micro USB (réservé pour le service)                                       | Micro USB (réservé pour le service)                                                                                                   | USB Type-C (réservé pour le service et les besoins de développement)               | Connecteur Lightning dissimulé à l'intérieur du port Ethernet (réservé pour le service), | Aucun                                                                                   | Aucun |
| Ports et interfaces                                           | Aucun | Aucun                                                                     | Aucun | Connecteur Lightning pour recharger la Siri Remote                                 | Connecteur Lightning pour recharger la Siri Remote                                       | Connecteur Lightning pour recharger la Siri Remote                                      | Connecteur USB Type-C pour recharger la Siri Remote                                                                           |
| Connectivité                                                  | Wi-Fi 4 (802.11b/g et draft-n) (Broadcom BCM94321MC, bi-bande, 300 Mbit/s) | Wi-Fi 4 (802.11a/b/g et draft-n) (Broadcom BCM4329, bi-bande, 150 Mbit/s) | Wi-Fi 4 (802.11a/b/g/n) (Broadcom BCM4330, bi-bande, 300 Mbit/s)                                                                      | Wi-Fi 5 (802.11a/b/g/n/ac) (Broadcom BCM4345, bi-bande, 867 Mbit/s), avec MIMO 2x2 | Wi-Fi 5 (802.11a/b/g/n/ac) (Broadcom BCM4345, bi-bande, 867 Mbit/s), avec MIMO 2x2       | Wi-Fi 6 (802.11a/b/g/n/ac/ax) (Broadcom BCM43572, bi-bande, 1200 Mbit/s), avec MIMO 2x2 | Wi-Fi 6 (802.11a/b/g/n/ac/ax) (Broadcom BCM43572, bi-bande, 1200 Mbit/s), avec MIMO 2x2                                       |
| Connectivité                                                  | 10/100 Ethernet | 10/100 Ethernet                                                           | 10/100 Ethernet | 10/100 Ethernet                                                                    | Gigabit Ethernet                                                                         | Gigabit Ethernet                                                                        | Gigabit Ethernet Pour les modèles 128 Go uniquement                                                                           |
| Connectivité                                                  | Aucun | Bluetooth 2.0 + EDR (prise en charge des claviers uniquement)             | Bluetooth 4.0 (prise en charge des claviers uniquement)                                                                               | Bluetooth 4.0                                                                      | Bluetooth 5.0                                                                            | Bluetooth 5.0                                                                           | Bluetooth 5.0 |
| Connectivité                                                  | Récepteur infrarouge |                                                                           | |                                                                                    |                                                                                          |                                                                                         | |
| Sortie vidéo                                                  | 1080p (indéterminé, suivant la mise à jour 3.0), 720p 60/50 Hz (NTSC/PAL), 576p 5à Hz (PAL), 480p 60 Hz (NTSC) via HDMI (compatible HDCP) ou Vidéo composante (480i à 60 Hz est officieusement supporté) | 720p, 576p, 480p via HDMI uniquement (compatible HDCP)                    | 1080p, 720p, 576p, 480p via HDMI uniquement (compatible HDCP)                                                                         | 1080p, 720p, 576p, 480p via HDMI uniquement (compatible HDCP)                      | 2160p, 1080p, 720p, 576p, 480p via HDMI uniquement (compatible HDCP)                     | 2160p, 1080p, 720p, 576p, 480p via HDMI uniquement (compatible HDCP)                    | 2160p, 1080p, 720p, 576p, 480p via HDMI uniquement (compatible HDCP)                                                          |
| Sortie vidéo                                                  | SDR | SDR                                                                       | SDR | SDR                                                                                | SDR, HDR10, Dolby Vision                                                                 | SDR, HDR10, Dolby Vision                                                                | SDR, HDR10+, Dolby Vision |
| Sortie audio                                                  | Audio optique (48 kHz, taux d'échantillonnage maximal), HDMI, audio stéréo analogique RCA | Audio optique (fréquence d'échantillonnage fixe de 48 kHz), HDMI          | Audio optique (fréquence d'échantillonnage fixe de 48 kHz), HDMI                                                                      | HDMI-CEC, AirPlay, Bluetooth                                                       | HDMI-CEC, AirPlay, Bluetooth                                                             | HDMI-CEC, AirPlay, Bluetooth                                                            | HDMI-CEC, AirPlay, Bluetooth                                                                                                  |
| Sortie audio                                                  | Prise en charge de sortie audio jusqu'à 5.1 canaux | Prise en charge de sortie audio jusqu'à 5.1 canaux                        | Prise en charge de sortie audio jusqu'à 5.1 canaux                                                                                    | Prise en charge de sortie audio jusqu'à 7.1 canaux                                 | Prise en charge de sortie audio jusqu'à 7.1.4 canaux (Dolby Atmos)                       | Prise en charge de sortie audio jusqu'à 7.1.4 canaux (Dolby Atmos)                      | Prise en charge de sortie audio jusqu'à 7.1.4 canaux (Dolby Atmos)                                                            |
| Alimentation                                                  | Bloc d'alimentation universel de 48 W intégré | Bloc d'alimentation universel de 6 W intégré                              | Bloc d'alimentation universel de 6 W intégré                                                                                          | Bloc d'alimentation universel de 11 W intégré                                      | Bloc d'alimentation universel de 13 W intégré                                            | Bloc d'alimentation universel de 13 W intégré                                           | Bloc d'alimentation universel de 5.2 W intégré                                                                                |
| Refroidissement                                               | actif | passif                                                                    | passif | passif                                                                             | actif                                                                                    | actif                                                                                   | passif |
| Dimensions                                                    | 197 mm × 197 mm × 28 mm | 99 mm x 99 mm x 23 mm                                                     | 99 mm x 99 mm x 23 mm | 99 mm x 99 mm x 33 mm                                                              | 99 mm x 99 mm x 33 mm                                                                    | 99 mm x 99 mm x 33 mm                                                                   | 93 mm x 93 mm x 31 mm |
| Poids                                                         | 1,09 kg | 0,27 kg                                                                   | 0,27 kg | 0,425 kg                                                                           | 0,425 kg                                                                                 | 0,425 kg                                                                                | 0,208 kg (64 Go) 0,214 kg (128 Go)                                                                                            |
| Système d'exploitation initial                                | Apple TV Software 1.0 (modifié à partir de Mac OS X 10.4 Tiger) | Apple TV Software 4.0 (basé sur iOS 4.1)                                  | Apple TV Software 5.0 (basé sur iOS 5.1)Apple TV Software 5.2 (basé sur iOS 6.1) (Rev. A)                                             | tvOS 9.0 (basé sur iOS 9)                                                          | tvOS 11.0 (basé sur iOS 11)                                                              | tvOS 14.5 (basé sur iOS 14.5)                                                           | tvOS 16.1 (basé sur iOS 16.1)                                                                                                 |
| Système d'exploitation actuel                                 | Apple TV Software 3.0.2 (modifié de Mac OS X 10.4 Tiger) | Apple TV Software 6.2.1 (basé sur iOS 7.2.1)                              | Apple TV Software 7.9 (basé sur iOS 8.4.6)                                                                                            | tvOS 18.5 (basé sur iOS 18.5)                                                      | tvOS 18.5 (basé sur iOS 18.5)                                                            | tvOS 18.5 (basé sur iOS 18.5)                                                           | tvOS 18.5 (basé sur iOS 18.5)                                                                                                 |

### Article de presse
- Laurent Calixte, « L'Apple TV - Cube cathodique », Challenges, no 296,‎ 12 avril 2012, p. 88 (ISSN 0751-4417)[source insuffisante](article concernant la troisième version)